# Grammia rivulosa
Grammia rivulosa là một loài bướm đêm thuộc phân họ Arctiinae, họ Erebidae.